# Fallen (álbum de Burzum)
Fallen é o oitavo álbum do projeto de black metal Burzum, lançado em 7 de março de 2011, através da Byelobog Productions.
A arte da capa foi retirada da pintura Elegy (1899) do pintor francês William-Adolphe Bouguereau.

## Gravação
Fallen foi gravado e mixado ao longo de duas semanas, no Grieghallen Studio, um estúdio de gravação que faz parte da sala de concertos Grieghallen em Bergen, Noruega. Um lugar onde foram produzidas gravações notórias do black metal norueguês, incluindo álbuns de Emperor, Immortal e outros. Varg Vikernes usou com um baixo Spector que usa a parte elétrica de um Alembic em um amplificador VOX AC50 de 1965, uma bateria acústica Ludwig de 1975, um microfone Neumann M149, um microfone estéreo da marca Schoeps, modelo CMTS 501 U, uma guitarra Peavey 23 plugada em um amplificador Peavey 6505.

## Lírica
Varg descreve o álbum como "mais experimental e dinâmico do que Belus", citando que "a masterização foi feita como se o álbum fosse de música clássica". Varg relata também que Fallen foi mais inspirado em seu álbum de estréia Burzum e em Det Som Engang Var do que foi em Hvis Lyset Tar Oss ou Filosofem. 
O som é mais dinâmico – masterizamos o álbum como se fosse música clássica – e eu fui mais experimental do que em Belus em todos os aspectos. Em termos das letras é semelhante ao álbum de estreia, no sentido de que é mais pessoal e foca em questões existenciais, mas o tom mitológico conhecido de Belus ainda está presente em Fallen. Também incluí algumas faixas de som ambiente – uma introdução curta e uma conclusão mais longa".
Os vocais limpos de Fallen foram inspirados na banda britânica The Cure.
Assim como outros álbuns do Burzum, a arte de capa é retirada de uma pintura: "Elegy" (1899), do pintor francês neoclassicista William-Adolphe Bouguereau. Já a arte de encarte são trabalhos diversos do pintor dinamarquês Lorenz Frølich.

## Recepção
| Críticas profissionais | Críticas profissionais |
| Avaliações da crítica  | Avaliações da crítica  |
| Fonte                  | Avaliação              |
| ---------------------- | ---------------------- |
| Allmusic               | [ 5 ]                  |
| Metal Injection        | 9/10                   |

Eduardo Rivadavia, do site Allmusic, diz que o álbum "falha ao impressionar quando toma riscos", comentando que "isso demonstra que talvez Varg devesse passar mais tempo produzindo seu próximo álbum". Já Jeremy Urlet, do Metal Injection, comenta que "mesmo que Varg não esteja 'reinventando a roda' com Fallen, ele está indo para novos horizontes, apesar de ainda estar dentro da sua larga zona de conforto".

## Faixas
Todas as canções foram feitas e compostas por Varg Vikernes. A mixagem e a produção também tiveram a participação de Pytten.
| N.º            | Título                     | Duração |  |
| 1.             | "Fra verdenstreet"         | 1:03    |  |
| 2.             | "Jeg faller"               | 7:50    |  |
| 3.             | "Valen"                    | 9:21    |  |
| 4.             | "Vanvidd"                  | 7:05    |  |
| 5.             | "Enhver til sitt"          | 6:16    |  |
| 6.             | "Budstikken"               | 10:09   |  |
| 7.             | "Til Hel og tilbake igjen" | 5:57    |  |
| Duração total: | Duração total:             | 47:41   |  |